# Saint-Jean-Brévelay
Saint-Jean-Brévelay (bret. Sant-Yann-Brevele) – miejscowość i gmina we Francji, w regionie Bretania, w departamencie Morbihan.
Według danych na rok 1990 gminę zamieszkiwały 2354 osoby, a gęstość zaludnienia wynosiła 56 osób/km² (wśród 1269 gmin Bretanii Saint-Jean-Brévelay plasuje się na 256. miejscu pod względem liczby ludności, natomiast pod względem powierzchni na miejscu 122.).